# Altrichthys azurelineatus
Altrichthys azurelineatus és una espècie de peix de la família dels pomacèntrids i de l'ordre dels perciformes que es troba a les Filipines.
Els mascles poden assolir els 6,5 cm de longitud total.